# Nai Pos Pos Barat
Nai Pos Pos Barat is een bestuurslaag in het regentschap Tapanuli Tengah van de provincie Noord-Sumatra, Indonesië. Nai Pos Pos Barat telt 1822 inwoners (volkstelling 2010).